# Clásico Regiomontano
Il Clásico Regiomontano, noto anche come Clásico del Norte o Clásico Norteño, è la partita stracittadina di calcio giocata tra i due club più prestigiosi dello stato messicani del Nuevo León, il Monterrey dell'omonima città e il Tigres UANL di San Nicolás de los Garza. Si tratta di uno dei derby più sentiti dai tifosi messicani.
Dalla prima partita tra le due compagini, tenutasi nel 1974, Monterrey e Tigres si sono affrontate in oltre cento occasioni. Anche se il Clásico Regiomontano contrappone le città di Monterrey e San Nicolás de los Garza, ambedue situate nello stato del Nuevo León, mentre il Superclásico contrappone le città di Città del Messico e Guadalajara, appartenenti a due diversi stati messicani, e dunque assume una dimensione nazionale, la prima partita rivaleggia con la seconda in termini di incassi e di seguito televisivo, anche per via dei successi conseguiti dagli anni 2010 dal Monterrey e dal Tigres a livello nazionale e nella CONCACAF Champions League; le due compagini possono, inoltre, contare su due tra i più costosi organici del campionato messicano.
Le due partite con più gol tra le due squadre risalgono al 23 agosto 1975, quando il Monterrey batté in amichevole il Tigres per 4-0, e al 21 agosto 2004, quando nel campionato messicano di Apertura 2004 il Tigres batté il Monterrey per 6-2.
In due occasioni la partita è stata decisiva per l'assegnazione di un trofeo: il Tigres vinse il campionato messicano di Apertura 2017 battendo in finale il Monterrey, che, invece, vinse la CONCACAF Champions League 2019 battendo in finale il Tigres.